# Nobuaki Minegishi
Pour les articles homonymes, voir Minegishi.
Nobuaki Minegishi (嶺岸 信明, Minegishi Nobuaki) est un mangaka japonais. Il a dessiné les mangas Old Boy, Aburemon, Jungle, Teppen, Hoozuki, Joi Reika et Maboroshi No Kakero.
En 2007, la série Old Boy lui a valu un Eisner Award pour la « meilleure série étrangère » (Best U.S. Edition of International Material - Japan).

## Prix et récompenses
- 2007 : prix Eisner de la meilleure édition américaine d'une œuvre internationale (Japon)